# Raddea
Raddea là một chi bướm đêm thuộc họ Noctuidae.